# Zemljopis Grčke
Grčka je država u Jugoistočnoj Europi. Nalazi na najjužnijem dijelu Balkanskog poluotoka, okružena je na sjeveru s Albanijom, Sjevernom Makedonijom i Bugarskom, na istoku je Egejsko more i Turska, na jugu Mediteran, a na zapadu Jonsko more i Italija.
Većinom je smještena na kopnu i dva poluotoka: Halkidikija i Peloponeza; potonji je odvojen od kopna Korintskim kanalom. Grčka također ima veliki broj otoka raznih veličina. Najveći su Kreta, Eubeja, Rodos i Krf te otočne skupina kao što su Dodekanez i Cikladi.
Ukupna površina Grčke iznosi 131.957 km², od čega kopno čini 130.647 km², a 1310 km² unutarnje vode (jezera i rijeke). Granica s Albanijom duga je 212 km, sa Sjevernom Makedonijom 234 km, s Bugarskom 472 km i s Turskom 192 km, što je ukupno 1228 km. Od ukupnog teritorija zemlje 83,33% ili 110.496 km² jest kopneni teritorij, a 16,67% ili 21.461 km² jest otočni teritorij. Grčka obala duga je 13.676 km.
Grčka je jedna od najbrdovitijih zemalja u Europi s čak 80% brdskih područja. Pindsko gorje
se na sjeveru proteže do sljedećeg planinskog masiva Šar-planine i Koraba (neki geografi smatraju ovo gorje jedinstvenim i zovu Šarsko-Pindsko gorje), a na jugu do Parnasa i planina središnjeg Peloponeza. Čak i gorja na Jonskom otočju, poput Krfa ili Zakintosa, pripadaju ovom planinskom sustavu. Srednja i zapadna Grčka sadrže visoke i strme vrhove presječene mnogim kanjonima i drugim krškim krajolicima. Olimp je najviša točka u Grčkoj s 2.919 m nadmorske visine. Rodopi čine granicu između Grčke i Bugarske, a to je područje pokriveno ogromnim i gustim šumama.
Nizine se nalaze u istočnoj Tesaliji, u središnjoj Makedoniji i Trakiji.
Grčka ima vrlo velik broj otoka, većina njih je u Egejskom moru, a ostatak u Jonskom moru. Broj otoka je u rasponu od 1200 do 6000, ovisno o minimalnoj veličini uzetoj u obzir. Broj naseljenih otoka različito se navodi od 166 do 227.

## Klima
Grčka klima podijeljena je u tri glavne skupine:
- Mediteranska klima ima blage, vlažne zime i vruća, suha ljeta. Rijetko dolazi do temperaturnih krajnosti, iako se pojava snijega događaja povremeno i u Ateni, Cikladima ili Kreti tijekom zime.

- Planinska klima primarno se nalazi u zapadnoj Grčkoj (Epir, središnja Grčka, Tesaliji, zapadna Makedonija, kao i središnji dio Peloponeza).

- Umjerena klima nalazi se u srednjoj i istočnoj 
Makedoniji i dijelovima Trakije, uključujući Komotini, Ksanti i sjeverni Evros. Ovu klimu karakterizira hladna, vlažna zima te vruća i suha ljeta.